# 4828 Misenus
A 4828 Misenus (ideiglenes jelöléssel 1988 RV) egy kisbolygó a Naprendszerben. Carolyn Shoemaker fedezte fel 1988. szeptember 11-én.